# ジャン・アシャール (レーサー)
ジャン・アシャール、本名、ジャン＝ジャック・グロスマン（フランス語: Jean Achard 、本名: Jean-Jacques Grosman, 1918年3月15日 - 1951年7月14日）はフランスのレーシング・ドライバーである。第2次世界大戦中は、パルチザンとして活動し、第2次世界大戦後は熱心に自動車レースに取り組んだ。1951年のF1世界選手権の第2戦として位置付けられたアメリカのインディ500レースにエントリーしたが予選通過しなかった。その年地方のレースの試験走行中の事故で死亡した。

## 略歴
パリで生まれた。22歳になった1940年にドイツ軍のパリ占領を経験し、ジャーナリストのクロード・ジュリアンの創設したレジスタンスの新聞の編集などに携わった。ジャン・アシャールはその時代の偽名であったが、レーシング・ドライバーになった後も、ジャン・アシャールの名前で活動した。
フランス解放後、熱心に自動車レースに参加するようになり、マセラティやドラージュ、ドライエで地方のレースやフランス国内レースに参加した。1846年のパリのレースにマセラティ4CMで参加し、47周のレースの13周でリタイアした。アルビのレースでは第1ヒートで6位、第2ヒートで9位になり、総合で6位になった。ルマン24時間レースにも参加したが、マシン・トラブルで1周でリタイアした。
1947年のシーズンはÉcurie Gersacチームに所属し、ドラージュで国内のシリーズに参戦し、ポーのレースで、コーナーリングに問題のあった車で優勝者から3周遅れの4位に入賞した。ルシヨンのレースでは7周目に多重事故でリタイアした。5月のボルドールのレースにはシムカで出場し、ジャージーのレースでは先頭から4周遅れの8位になった。マルセイユでは4位に入賞し、ニームでは１周目の事故でリタイヤし、最終戦のランスのレースには登録はしていたが、出場できなかった。次のアルビのレースには、ドライエ 155 V12で出場したが、重大な事故の原因となった。グランドスタンド前で事故を起こし、1人の観客が死亡し、もう1人が負傷した。この事故の後しばらくレースへの出場を止め、車も売却した。
1950年11月に、タルボ＝ラーゴ(Talbot-Lago T26C)を購入した。1951年にブラジルに移住し、ブラジルの国内レースに再び参加するようになった。サンパウロで5位、ボア・ビスタでは3位になった。その年、アメリカのインディ500レースにエントリーした。このレースにエントリーした唯一のアメリカ人でないドライバーであったが、予選を通過できなかった。その時、カーナンバー、100を付け、100を選んだ最初で、現在まで唯一のドライバーとなった。
7月、タルボを売却し、フェラーリ・125F1を購入した。7月14日にリオデジャネイロのレースの試走中にコントロールを失い、コンクリート壁に衝突して即死した
。事故の原因については、タルボと、ブレーキとアクセルのペダル配置が逆の、フェラーリに不慣れであったため操作を誤ったのではないかとされている。